# Éric Dussert
Éric Dussert, né le 29 juin 1967, est écrivain, éditeur et critique littéraire français. Il habite Paris et travaille pour Gallica/BNF.

## Biographie
Né en juin 1967, il passe par Sciences Po, puis devient critique littéraire et auteur. Il collabore notamment au Matricule des Anges, dont il devient l'éditorialiste au début des années 2020, au Monde diplomatique, à La Quinzaine littéraire (Quinzaines), à Brèves, à La Revue des revues et à Observator Cultural (Roumanie).
Éditeur, il s'est spécialisé dans l'édition de textes littéraires oubliés, notamment dans le cadre de sa collection L'Alambic,,, d'abord publiée à l'enseigne de L'Esprit des péninsules d’Éric Naulleau, puis à l'Arbre vengeur de David Vincent et Nicolas Etienne.
En tant qu'essayiste, il a publié un pamphlet, Comme des enfants. L'âge pédophile du capitalisme, ainsi que des livres sur l'histoire du livre et de la typographie. Il a initié par ailleurs une double série de portraits d'écrivains oubliés aux éditions La Table ronde : Une forêt cachée et Cachées par la forêt consacré, pour ce dernier volume, exclusivement à des femmes écrivains oubliées,. Depuis 2006, il rédige également un blog, L’Alamblog, consacré à l'actualité éditoriale et à l'histoire littéraire.

## Principales publications

### Ouvrages personnels
- 2019 :  Du corps à l’ouvrage. Les Mots du livre, en collaboration avec Christian Laucou, Paris, La Table ronde
- 2018 : Cachées par la forêt. 138 portraits de femmes de lettres oubliées, préface de Cécile Guilbert. – Paris, La Table ronde.
- 2018 : Rétrofutur. Une contre-histoire des innovations énergétiques, avec Cédric Carles et Thomas Ortiz. Préface de Bertrand Piccard. Paris, Buchet-Chastel.
- 2014 : Les 1001 Vies des livres, en collaboration avec Éric Walbecq, Paris, Librairie Vuibert.
- 2013 : Une forêt cachée. 156 portraits d’écrivains oubliés, préface de Claire Paulhan. — La Table Ronde.
- 2009 : Aphorisme, Paris, Fornax.
- 2007 : L’Alambic. Collection complète, Paris, Des Barbares….
- 2007 : Alfred et l’omnibus, Cynthia 3000, coll. «Omajajari».
- 2006 : La Littérature est mauvaise fille. Nouvelles increvables, Illustration de Michel Nedjar, Villelongue d’Aude, L’Atelier du Gué.
- 2006 : Comme des enfants. L'Âge pédophile du capitalisme, Paris, Anabet.
- 2003 : L’Arsimplaucoulis, douceur des Carpates, avec Valérie Rouzeau, Paris, Fornax.

### Sélection d'articles et d'ouvrages collectifs
- 2023 Le Fanzine du poète Jacques Réda, Quinzaines, n° 1253, avril.
- 2022 Désherber les bibliothèques, Le Monde diplomatique, n° 824, novembre.
- 2022 Champs de notes & Jardins de sons [Sur la musique verte], Jardins, n° 11.
- 2019 Le revuisme de Marguerite Grépon (1891-1982), Des revues et des femmes. La place des femmes dans les revues littéraires de la Belle Epoque jusqu’à la fin des années 1950, sous la direction d’A. Auzoux, C. Koskas et E. Russo, actes du colloque 28-29 (Maison de la recherche, Sorbonne).
- 2018 Vénus et la corde à linge (sur Ronan-Jim Sévellec «Les boîtes magiques», Galerie Antonine Catzéflis, nov 2017— fév 2018) dans Quinzaines n°1186.
- 2018 Bonne sieste à la bibliothèque, avec Cristina Ion, Le Monde diplomatique, n° 771, p. 27.
- 2017 Reliure d’Odette Ducarre pour La Nuit aveuglante d’André de Richaud, Jean Le Gac, La Grande Bibliothèque 5, Ronan-Jim Sévellec, Le Cabinet de la rue de Namur, Claude-Emile Thiéry, ex-libris “Ces lumières appartiennent à C. E. Thiéry”, Revue de la Bibliothèque nationale de France, Galerie sur «l’Imaginaire des bibliothèques»[15], n° 54, mars 2017.

- 2016 Les revues d’un seul ou l’apothéose des fortes têtes[16], La Revue des revues, n° 56, p. 46-105.
- 2016 De la gomme et de la perte d’adhérence dans les lettres françaises[17], Revue italienne d'études françaises (Seminario di Filologia Francese), n°6.
- 2011 Prix littéraires (histoire des), Vodaine (Jean). Dictionnaire encyclopédique du livre (tome III et dernier).
- 2010 Cabaret du Néant, Cabinet de curiosités, Charon, Corbillard, Croque-mort, Duel, Fossoyeur, Morgue, Pompes funèbres – Dictionnaire de la Mort (Larousse).
- 2010 Les poppers de l’imprimeur, La Fabrique des icebergs (n° 4, «René Tazé»).
- 2010 Gallica et l’avenir de la lecture (entretien avec Edith de la Héronnière) – Revue des Deux mondes (avril).
- 2009 Un monument de rigolade (L’Encyclopédie des Farces et attrapes et des Mystifications), Revue de la Bibliothèque nationale (printemps).
- 2007 Loys Masson, François Valorbe in Perdus/Trouvés, Anthologie de littérature oubliée (Monsieur Toussaint Louverture).
- 2007 Alphonse Allais, Curiosa, Régis Messac, Albert Paraz, Gaston de Pawlowski, Le roman gai, Raymond de Rienzi, André Soubiran, Dictionnaire de la littérature populaire (Nouveau Monde éditions).
- 2007 Impuissance de la bardane, Théodore Balmoral, n° 54 (hiver-printemps 2006-2007).
- 2005 Réponse à une drôle de question : la critique littéraire est un serpent de mer, Tema, Croatie (n°4 octobre).
- 2004 Esquisse bibliographique in Christian Bachelin, Neige exterminatrice. – Cognac, Le Temps qu’il fait.
- 2004 Erik Staal, l’ymagier de la lune, La Main de Singe (n°1, printemps).
- 2001 Le panthéon fantôme, Les derniers mots des écrivains [sous pseud.], Les testaments littéraires [sous pseud.] – La Quinzaine littéraire n°813.
- 2002 Boujut (Pierre), Benoît (Pierre-André), Bettencourt (Pierre), Connaissance (éditions La), Dictionnaire encyclopédique du livre (Éditions du Cercle de la librairie).
- 2001 Rétrovision, L’Atelier contemporain (n°3).
- 2000 Le Livre des Égarés, Revue Plein Chant n° 69-70[18], Éditions Plein Chant
- 2000 Éditer la Négresse. Correspondance croisée Doyon-Fourest, revue Histoires Littéraires, n° 1.
- 1998 La Connaissance, Dictionnaire des Lettres françaises. – Paris, Le Livre de poche, «La Pochotèque».
- 1997 Revues et hypertexte (en collaboration avec Yannick Maignien et Jean-Didier Wagneur), La Revue des revues, n° 22, p. 3-16.
- 1996 Numérisation et lecture savante (en collaboration avec Y. Maignien), in Henri Berr et la culture du XXe  siècle, Paris, Albin Michel, p. 293-299.

## Projets interdisciplinaires
- 2022 Contre un regretté silence, dix pièces poly-instrumentales[19],[20] - compositrice: Angélique Sozza; textes et dessins: Eric Dussert.
- 2019 La Pauvre Emission[21], podcast d'actualités littéraires (bande-annonce et pilote) - présentateur.
- 1998  Ab Ovo  exposition d'art, avec Eric Dussert commissaire d' exposition ; Galerie Extramadura, Lyon.